# Giovanni Grimaldi
Giovanni Grimaldi (Catania, 14 de noviembre de 1917 - Roma, 25 de febrero de 2001) fue un director de cine y guionista italiano.

## Biografía
Nacido en Catania en 1917, era licenciado en Derecho y periodista. Casado, fue padre de Aldo Grimaldi. 
Colaboró con diversos periódicos locales y revistas de humor. En 1946 fundó en Roma el periódico satírico Pinco Pallino con Ruggero Maccari, que al año siguiente tomó el nombre de Marc'Antonio.
En cine debutó en 1952 con el guion Io, Amleto, una parodia de la tragedia de Shakespeare, junto a Erminio Macario. A este guion le siguieron muchos otros, todos de género «ligero«, desde la comedia satírica (Pasó en la comisaría, Pasó en la penitenciaría) hasta la comedia musical (Nadie puede juzgarme, Esta noche me tiro), desde los clásicos de Totò (El amnésico de Collegno, Los dos mariscales) hasta los peplums I sette gladiatori o El hijo de Espartaco.
A partir de la década de 1960 se convirtió en uno de los directores más asiduos del dúo cómico Franco y Ciccio y más tarde de Lando Buzzanca.

## Filmografía

### Director y guionista
- Questo pazzo, pazzo mondo della canzone, codirigida con Bruno Corbucci (1965)
- James Tont operazione U.N.O., codirigida con Bruno Corbucci (1965)
- La vendetta di Lady Morgan, dirigida por Massimo Pupillo (1965)
- All'ombra di una colt (1966)
- Starblack (1967)
- Il bello, il brutto, il cretino (1967)
- Brutti di notte (1968)
- Don Chisciotte e Sancio Panza (1968)
- I 2 deputati (1968)
- Un caso di coscienza (1969)
- Puro siccome un Angelo papà mi fece monaco... di Monza (1969)
- Principe coronato cercasi per ricca ereditiera (1970)
- La prima notte del dottor Danieli, industriale, col complesso del... giocattolo (1971)
- Le inibizioni del dottor Gaudenzi, vedovo, col complesso della buonanima (1971)
- Le belve (1971)
- Il magnate (1973)
- La governante (1974)
- Il fidanzamento (1975)
- Amici più di prima (1976)
- Frou-frou del tabarin (1976)

### Guionista
- Io, Amleto, de Giorgio Simonelli (1952)
- Accadde al commissariato, de Giorgio Simonelli (1954)
- Accadde al penitenziario, de Giorgio Bianchi (1955)
- Buonanotte... avvocato!, de Giorgio Bianchi (1955)
- Guaglione, de Giorgio Simonelli (1956)
- Mi permette, babbo!, de Mario Bonnard (1956)
- A sud niente di nuovo, de Giorgio Simonelli (1957)
- Chi si ferma è perduto, de Sergio Corbucci (1960)
- Totò, Peppino e... la dolce vita, de Sergio Corbucci (1961)
- I magnifici tre, de Giorgio Simonelli (1961)
- El hijo de Espartaco, de Sergio Corbucci (1962)
- I due della legione, de Lucio Fulci (1962)
- Lo smemorato di Collegno, de Sergio Corbucci (1962)
- I due marescialli, de Sergio Corbucci (1962)
- I quattro monaci, de  Carlo Ludovico Bragaglia (1962)
- I due colonnelli, de Steno (1962)
- Totò di notte n. 1, de Mario Amendola (1962)
- Totò contro Maciste, de Fernando Cerchio (1962)
- I sette gladiatori, de Pedro Lazaga (1962)
- Colpo gobbo all'italiana, de Lucio Fulci (1962)
- Totò diabolicus, de Steno (1962)
- Totò contro i quattro, de Steno (1963)
- Il monaco di Monza, de Sergio Corbucci (1963)
- Il giorno più corto, de Sergio Corbucci (1963)
- Totò sexy, de Mario Amendola  (1963)
- Totò e Cleopatra, de Fernando Cerchio (1963)
- Gli onorevoli, de Sergio Corbucci (1963)
- I quattro moschettieri, de Carlo Ludovico Bragaglia (1963)
- Una lacrima sul viso, de Ettore Maria Fizzarotti (1964)
- In ginocchio da te, de Ettore Maria Fizzarotti (1964)
- Che fine ha fatto Totò Baby?, de Ottavio Alessi (1964)
- Danza macabra, de Antonio Margheriti (1964)
- Dos de la mafia, de Giorgio Simonelli (1964)
- Toto de Arabia, de José Antonio de la Loma (1964)
- Non son degno di te, de Ettore Maria Fizzarotti (1965)
- Gli amanti latini, de Mario Costa  (1965)
- Se non avessi più te, de Ettore Maria Fizzarotti (1965)
- I figli del leopardo, de Sergio Corbucci (1965)
- Nessuno mi può giudicare, de Ettore Maria Fizzarotti (1966)
- Dio, come ti amo!, de Miquel Iglesias Bonns (1966)
- Stasera mi butto, de Ettore Maria Fizzarotti (1967)
- Soldati e capelloni, de Ettore Maria Fizzarotti (1967)
- Nel sole, de Aldo Grimaldi (1967)
- Chimera, de Ettore Maria Fizzarotti (1968)
- L'oro del mondo, de Aldo Grimaldi (1968)
- Il suo nome è Donna Rosa, de Ettore Maria Fizzarotti (1969)
- Franco e Ciccio sul sentiero di guerra, de Aldo Grimaldi (1970)
- Mezzanotte d'amore, de Ettore Maria Fizzarotti (1970)
- La vedova inconsolabile ringrazia quanti la consolarono, de Mariano Laurenti (1973)